# Przecław (województwo łódzkie)
Przecław – wieś w Polsce położona w województwie łódzkim, w powiecie brzezińskim, w gminie Brzeziny.
W Słowniku Geograficznym Królestwa Polskiego i innych krajów słowiańskich tom IX strona 128, z roku 1888 można przeczytać:
Przecław wieś włościańska i osada karczmarska, powiat brzeziński, gmina Mroga Dolna, parafia Brzeziny, leży w odległości 3 wiorst od Brzezin, przy trakcie do Rogowa; posiada szkołę początkową ogólną, 32 domy, 266 mieszkańców, 816 mórg; osada karczmarska 1 dom, 7 mieszkańców, 8 mórg dworskich. W 1827 r. 21 domów, 150 mieszkańców. Wieś ta w XVI w. Była własnością kościoła w Brzezinach. Około 1520 r. Połowa wsi stała pustką, na 3 tylko łanach siedzą kmiecie, po dwóch na łanie i płacą po 20 groszy bez dwu trojaków czynszu z półłanka i odrabiają pewne roboty plebanowi. Sołtys dziedziczny ma też pewne obowiązki względem plebana opisane w przywileju na sołtystwo wydanym (Jan Łaski, Liber Beneficjorum, II, 490).
W latach 1975–1998 miejscowość położona była w województwie skierniewickim.